# Nationaal Comité 200 jaar Koninkrijk
Het Nationaal Comité 200 jaar Koninkrijk is het comité dat de viering in 2013 van het 200-jarig bestaan van het Koninkrijk der Nederlanden organiseerde en coördineerde.

## Geschiedenis
In 2013 werd gevierd dat na de bezetting door de Fransen in november 1813 Nederland onafhankelijkheid verkreeg en een eenheidsstaat werd. Daarnaast kregen de Nederlanden een monarch als soeverein vorst, Willem I der Nederlanden, die in 1815 koning van het Verenigd Koninkrijk der Nederlanden werd. De regering besloot tot de officiële viering van die onafhankelijkheid en besloot de organisatie in handen te leggen van een nationaal comité. Dit comité werd ingesteld bij koninklijk besluit van 6 juli 2011.
De viering strekte zich uit over de jaren 2013 tot 2015, waarbij de verworvenheden van die tweehonderd jaar onafhankelijkheid centraal stonden.
Op 26 september 2015 werd de viering afgerond.

## Taken
Het comité werd de volgende drie taken opgedragen:
- het bevorderen van hernieuwde aandacht voor en bewustwording van de verworvenheden van tweehonderd jaar onafhankelijkheid en van ons democratisch bestel, zijn functioneren, geschiedenis en toekomst;
- het bevorderen van kennis van de rechtsstaat en de Grondwet;
- het bevorderen van de verbondenheid en saamhorigheid in Nederland.

## Leden
Tot voorzitter werd benoemd de commissaris van de Koningin in Overijssel, Ank Bijleveld, en tot vicevoorzitter de burgemeester van 's-Gravenhage, Jozias van Aartsen. De secretaris was een ambtenaar van het ministerie van Algemene Zaken. Overige leden waren Erben Wennemars, Herman Tjeenk Willink (tot 1 juli 2014), Henk te Velde, Bercan Günel, Albert Verlinde, Izaline Calister, Rein Willems.